# 圣三一堂 (上海)
上海圣三一座堂（英語：Holy Trinity Cathedral, Shanghai）是上海市现存最早的新教教堂，位于上海市中心黄浦區九江路219号，俗称“红礼拜堂”。这座教堂曾是英国国教会（Anglican, The Church of England）远东上海地区英国圣公会英语堂、普世聖公宗前中華聖公會教省主教院辖下国际性主教座堂，现在又成为中国基督教三自爱国运动委员会和中国基督教协会（基督教全国“两会”）总部附属大圣堂。2019年10月16日，由中华人民共和国国务院以“圣三一基督教堂”之名公布为第八批全国重点文物保护单位。聖三一座堂在2022年12月12日正式開放，首次崇拜將於12月18日。

## 地理环境
圣三一座堂的所在地自租界时代迄今一直是上海的中心区域，在租界时代，圣三一座堂的所在地属于上海公共租界中区的中央捕房管辖区，今天则属于上海市黄浦区的外滩街道。主教座堂东面（正面）面临的江西路、北面面临的九江路（俗名二马路）和南面面临的汉口路（俗名三马路），均是各种商业贸易机构和市政管理机构云集之处。汉口路对面，便是昔日的上海公共租界工部局大厦。而在该教堂的正前方，江西中路西侧，却拥有一处上海市中心区难得一见的一片宁静的花园绿地，与周围环境形成巨大的反差。座堂也因而被掩映在一片绿荫之中。

## 历史

### 侨民教堂时期

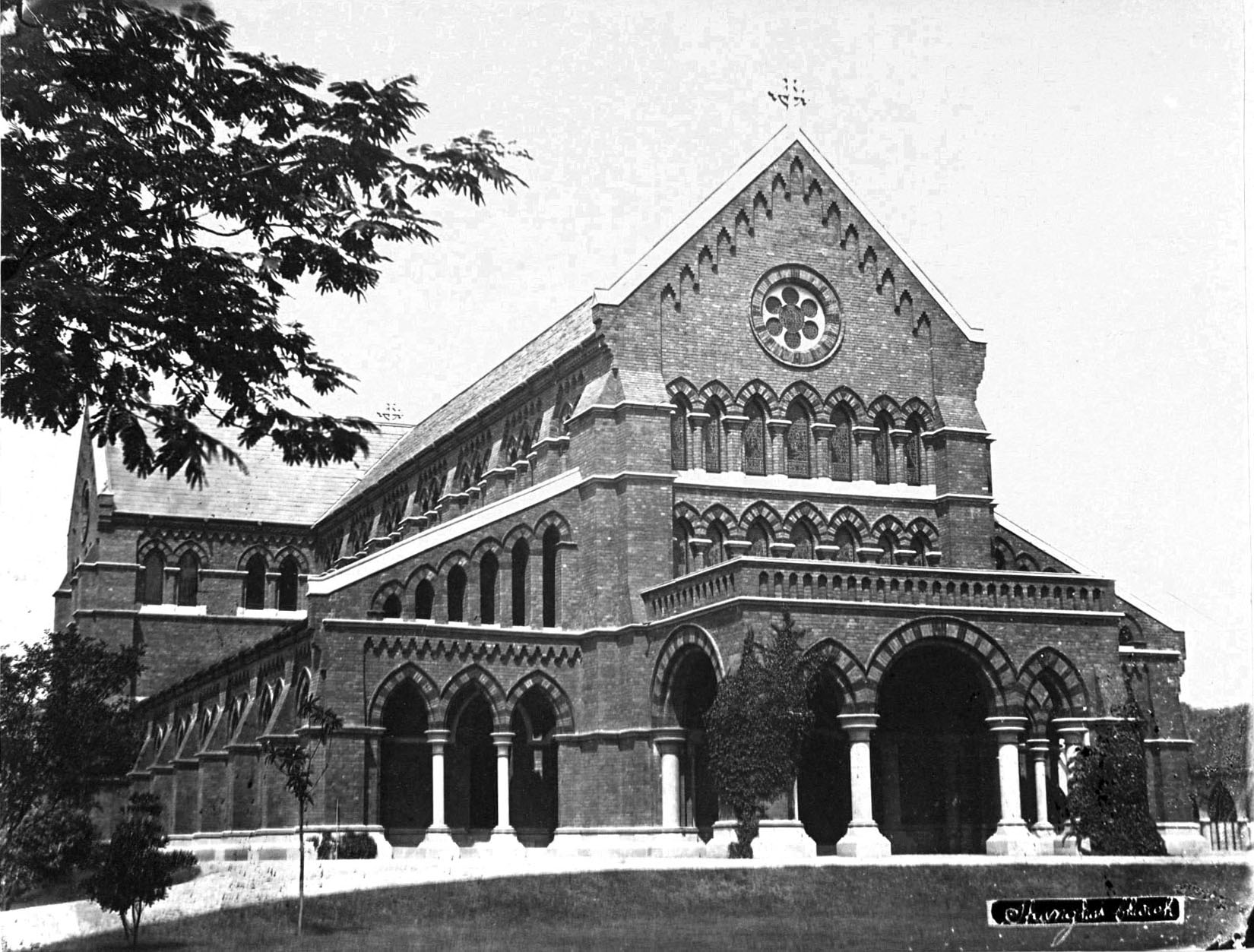
圣三一堂，1860年至1880年間拍攝

圣三一座堂从创始之日起，就是一座专门为英国侨民中的英国国教圣公会教友服务的教堂。1843年8月，《中英南京条约》签订，上海成为规定向英国商人开放的5处港口之一。1843年11月，上海正式开埠，英国领事和一批英国商人从广东来到这里，不久划定了租界。随着上海口岸贸易的繁荣，数年后在此居留的外国侨民数量迅速增加，其中以英国侨民占据主导地位，而英国侨民中的国教圣公会教友又占有较大的比重。他们最初是在英国领事馆内举行礼拜。1847年，在上海定居的英国圣公会教友在当时租界的西部建造了一座小型的简易圣堂，建造圣堂的基地系由英商电话公司老板贝尔捐献。因圣堂临近英国海外传道会（C.M.S., Church Missionary Society），故堂前街道也称为教会街（Church Street），直到1865年才改名为江西路（Kiangsi Road）。
因原普通规模的圣堂（Parish Church）质量欠佳，在1850、1851年间大修过一次。在这期间，该堂接二连三地发生一系列不幸：第一任牧师路德溺水死亡，第二任牧师郝博逊从屋顶上翻落下来，1862年，这座圣堂又遭遇强台风的破坏而坍塌，无法继续使用，被迫拆除。其后数年间，信徒们在原地搭建了一个临时建筑做礼拜。1866年5月24日，举行了盛大的新教堂奠基仪式，1869年建成。1875年，坎特伯雷大主教将上海圣三一堂升格为圣公会远东上海地区的主教座堂，同时座堂也是全球普世聖公宗的一员。
上海圣三一座堂是一座以英国侨民为主要会众的英语座堂，英国圣公会在上海另外设立了一座面向华人教友的圣保罗堂，后期位于闸北华界的严家阁路（今芷江中路）。至于上海和江苏省其他的圣公会教堂，全部都是由美国圣公会所设立。虽然上海在传统上属于江苏省辖境，但是在1930年兰柏会议确认中国为一独立教省后，英国人不愿将圣三一座堂划归中华圣公会江苏教区（最初由美国圣公会开辟），而是将其交由中华圣公会浙江教区代管（最初由英国圣公会开辟），座堂教务、教产权仍属在上海的英国圣公会团体，堂内一切教务诸如英籍教友的洗礼、婚配礼、葬礼，以及上海公共租界工部局假座堂的纪念活动等都向英国政府报告登记，同时直接向伦敦萨默塞特府和英国国家档案馆汇报，教友群体仍以英国人为主。

### 中华圣公会时期
1949年中华人民共和国成立以后，大部分英国侨民起初并未撤出上海，圣三一座堂仍然维持着英国侨民座堂的特色。
1951年至1952年，圣三一座堂驻堂圣品牧师团，以及英籍教友陆续撤离上海。座堂最后一位主任牧师 The Very Reverend A. C. S. Trivett 本人离开。英侨教友与上海的英国圣公会信托人在撤离前，将此堂的部分资金捐赠给香港的圣约翰座堂，用于重新购置二战时期被摧毁的彩绘玻璃。
1953年，圣三一座堂的英籍业主被通知已经欠下了高额房地产税，于是将圣三一座堂交给上海市人民政府，上海市人民政府将圣三一主教座堂赠予全国三自筹委会；全国三自筹委会又将该堂移交给同一教派背景的中华圣公会。中华圣公会总议会接收圣三一座堂后，进行了一次修缮，许多捐款来自于曾在该堂礼拜的圣保罗堂的教友。在1955年圣三一座堂修缮工程完工后，举行感恩、祝圣礼拜。中華聖公會主教於1956年5月在聖三一座堂舉行了最後一次會議，並於5月20日將之定為中華聖公會國家座堂，中华圣公会主教院决议将此座堂定位为上海本地的国际性英语圣公会主教座堂，由主教院主席陈见真主教管辖。

### 联合礼拜时期
1958年，中华圣公会主教院最后一次会议在圣三一座堂举行。之后在献堂献庙的高潮中，黄浦区原有的8座基督教堂和5处布道所中，天安堂、第一浸会堂等被献给政府，慕尔堂（改名沐恩堂）、圣彼得堂、圣三一座堂和浦东福音堂四座圣堂被保留，作为黄浦区基督教举行联合礼拜的场所。这一时期，附近其他教派的教堂，如山东路天安堂（属于中华基督教会，原由伦敦会开辟）的信徒，也被并入圣三一座堂，同时，圣三一座堂仍继续沿用圣公宗传统的公祷书。

### 被占用时期
1966年8月，文化大革命开始，在声势浩大的破四旧高潮中，所有宗教活动均被禁止，圣三一座堂连同上海所有的宗教机构一同作为“四旧”被关闭，附近江西中路原培成初级中学一些红卫兵受指使纵容，侵占了圣三一座堂。圣品人被勒令接受批斗，然后被遣送到工厂、农村进行体力劳动。座堂东北侧最具宗教特色的维多利亚哥特式八音钟塔，其尖顶作为帝国主义侵略的标志，被上百名红卫兵用绳索将其拖下，整整用了一天的时间，这一天被在场观看的居民留下了深刻的一幕。几天后即有幕后机构派出成年人士神秘进驻，接管了座堂、图书馆、档案楼及全部教牧人员的办公楼生活区域，实施系列查抄并悉数没收。此后几个月里，那些十四、五岁的红卫兵占据座堂内部圣堂区域，大肆破坏了座堂内的教会设施，那座国内稀有珍贵的古管风琴也同时被损坏。座堂祭坛前不远处有个通地下室的暗门。地下有几路通道，深不可测。主地室内存放着几十座英国侨民教友的骨灰盒，有些非常精致。当时，安息已一百多年的灵魂也同遭“红色恐怖”亵渎。近40年间，这座古老的主教座堂一直被黄浦区人民政府占用，作为办公、举行会议及放映厅（也放映电影）使用。1979年，沐恩堂恢复礼拜以后，原圣三一座堂华人教友在那里做礼拜。

### 归还
2005年6月6日，上海圣三一座堂被归还给基督教机构，中国基督教全国“两会”从圆明园路169号迁入圣三一座堂北侧的4层附属办公楼（九江路219号），两会负责人季剑虹、曹圣洁迁入办公。教堂计划在修复后重新开放。
圣三一座堂的设计师是远在英国的著名建筑师乔治·吉尔伯特·史浩特爵士（Sir George Gilbert Scott，1811年－1878年），他以设计哥特复兴式建筑而著称，代表作有伦敦圣潘克拉斯车站、阿尔伯特纪念亭和格拉斯哥大学。（他的孙子吉利士·史浩特爵士（Giles Scott）也是著名建筑设计师，设计了世界上最大的圣公会座堂--利物浦主教座堂）
由于史浩特最初的设计过于华丽，超过了上海英侨的经济承受能力，于是不得不转请当时上海唯一具有英国皇家建筑学会（RIBA）会员身份的设计师凯德纳（Killiam Kindner）修改了建筑图稿。这样，新教堂才得以在1869年建成，共耗银7万两。即便如此，圣三一座堂仍是上海早期最大最华丽的英国圣公会主教座堂。
史浩特为圣三一座堂设计的外观大体上属于哥特复兴式，设计了许多带有哥特风格的元素，如遍布教堂各处的尖券，只是在入口门廊处却采用了半圆券。整座教堂的室内外均采用清水红砖墙面，因而圣三一座堂又俗称为“红礼拜堂”、“英國教堂”。教堂内外两侧皆为尖券排柱长廊；不过并未采用哥特式教堂中常见的束柱，而是采用显著柱帽的单根矮柱，柱帽上面顶住连续尖券拱廊。圣三一座堂的建筑平面符合教堂规范，为拉丁十字式，长约47米，宽约18米，堂身高19 米。后部的至圣所符合圣公会规范，为古安立甘式半穹顶结构。
圣三一座堂圣堂内为拼花大理石地面，设有拉丁礼祭台、阶梯讲道台、鹰形读经台、洗礼盘（在东北角），均装饰有精美浮雕。座席为靠背穿藤的长椅，椅背钉着捐献者姓氏的铭牌。
圣三一座堂的玻璃窗的设计与众不同，既非全部采用白玻璃，也没有全部采用彩色玻璃，而是花白相间，不成规则。通常的一种解释是：这座教堂自建成以后，每隔一两年，便换上几扇彩绘玻璃。每一次玻璃的更换，都是为了纪念某一位死去的英国教友。
在地处长江三角洲冲击地带，地质松软的上海建造大型工程，首先要解决避免建筑沉降的问题，因此在建造圣三一座堂期间，曾在一千平方米的地基上打下了八千多根木桩。
在被占用后40年里，教堂及附属建筑除了受大肆破坏，占用者又随意进行圈除和低劣搭建。圣三一座堂主堂入口处前的大片空地本为教会土地，原为典型的英式花园大草坪，现用以公共绿地。为某些用意，间隔了一排不伦不类的屏蔽房屋，严重破坏了原有宗教气氛格调，现已拆除。无论作为优秀建筑的保护，或者教会财产的归还，尚有很多路要走。

### 钟楼
本来，圣三一座堂的设计体现了多种建筑风格的融合。1893年，在圣三一座堂的左侧（也就是东南方），又增建了一座高耸的钟塔，这座钟塔大大增强了这座教堂的哥特式意味。钟楼为四方形平面，尖椎形屋顶，四角有4个小尖顶。钟楼内安置了八音大钟，能按着诗篇的音韵敲打。在1930年代十层以上高层建筑在上海出现以前，圣三一座堂的钟楼曾经长期是上海的制高点和最醒目的地标，尤其是对于乘坐轮船进出上海的乘客。这座钟楼的尖顶已毁于1966年8月文化大革命破四旧的高潮中，现已基本修复，但尖顶修复高度有限制。

### 附属建筑
圣三一座堂北侧临九江路建造了4层座堂附属英国国教学校的男童校楼，现为基督教全国两会总部办公大楼，建筑面积逾4千平方米。

## 设施
1908年，圣三一座堂开始改用电灯照明。
1883年，英国伦敦新闻画报刊登了圣三一座堂的配图文章，并介绍了此堂的设计、建造、献堂祝圣以及升格为主教座堂的过程。同时报道了堂内安装了从英国海运来的远东第一架电鼓风发力管风琴，此琴的制造商为英国伦敦 "J. W. Walker & Sons"公司。该琴制作完毕后，先于伦敦进行了两场试奏会，第一场由伦敦西敏寺的风琴师拜斐德爵士(Sir Frederick Bridge)演奏，第二场由诺里奇座堂的风琴师葛仕东博士(Dr Francis Edward Gladstone)弹奏。
在1920年代以前，圣三一座堂、新天安堂等英国侨民的教堂是上海极少的几个设施上乘的教堂之一。因为当时的上海面向华人的教会还属于初创时期，在财力上尚无法与富裕的侨民教会相比。直到1920年代后，面向华人的慕尔堂和以美国侨民为主的上海国际礼拜堂建成后，情况才发生改变。
1920年，圣三一座堂信托人通过汇丰银行贷款，向英国杜伦管风琴制造商 "Harrison & Harrison" 公司定制了一台大型机械发力管风琴，在1925年由英方通过苏伊士运河途经香港运抵上海。此琴安装在座堂建筑十字交界处两排诗班席的后方即座堂的北翼，1925年9月安装完成，同年10月14日正式启用，共耗资八千英镑，取名“一战追思管风琴”。琴键、琴栓及琴师座位在二层，琴师座位用帘布隔开。风琴共约有2,630根琴管，三排琴键，琴管外配以哥特式橡木雕花琴壳，顶端有天使吹号雕像的装饰，仿照英国剑桥国王学院管风琴，当时为远东地区最大的英国产机械管风琴，此琴于1969年被拆毁。现座堂修缮后新安装的风琴为美国罗杰仕( 'Rodgers' )制造的四排键电子风琴，琴体上方安装了装饰用的琴管，此电风琴靠音响发音，由香港圣公会捐赠。
在安装新管风琴的同一时期，座堂对诗班席和至至圣所进行了改造和调整，在保留了圣所原有的主祭台与哥特式主教座椅的基础上，将主礼圣品和驻堂圣品的座椅移到了建筑的十字交界处新安装的雕花诗班席两侧，新牧师椅和诗班席的雕花完全照搬了英格兰南部圣公会座堂的诗班席。此外阶梯讲道台在原位置进行了更新并取名“J. L. Scott Memorial Pulpit”，是为纪念工部局已故总董事、英商祥泰洋行的股东施高塔先生。这些雕花诗班席、牧师席、主教座椅、阶梯讲道台连同Harrison管风琴后来均在1969年被拆除。
1927年，上海地产大亨兼慈善家亨利·雷士德为座堂偿还了新管风琴的款项，同时又捐赠了一笔资金为座堂建造了新的座堂男校即后来的英童公学校楼，此校楼现由中国基督教全国两会作为总部办公楼使用。英国慈善家亨利·雷士德与英国著名小说家，电影《太阳帝国》的作者J·G·巴拉德皆为圣三一座堂的教友。
根据《字林西报》的报道，1855年，第一代圣三一堂里安装了上海的第一台教堂用管风琴，由一位斯金纳先生作了租界上的第一次音乐演奏；1857年8月15日，位于南市的天主教董家渡圣方济各沙勿略主教座堂内安装了上海第二架管风琴，由徐家汇的耶稣会神父演奏。当时，比较两个教堂的管风琴的音色优劣，成为上海外侨津津乐道的话题。

## 财务
与当年华人教堂的经费很多来自于海外捐助的情形不同，圣三一座堂的收入主要来自于上海当地，其中又包括两大来源：房地产租金；教友以及社会的捐助。以上两项占年收入的90%左右。圣三一座堂的房地产租金来自河南路166号以及上海药房；社会捐助主要来自教友和汇丰银行、汇丰旅馆业有限公司、英美烟草公司、上海电力公司、电话公司、自来水公司、上海公共租界工部局以及一些外资公司。圣三一座堂采取收支公开的财务管理方式，根据详细的帐簿、凭证、收据编制资产负债平衡表以及各种基金收支平衡表，在年度工作报告中，报告座堂内的财务帐目以及捐助者的名额。上海圣三一座堂因其自身为英国国教的英籍侨民牧区圣堂，故此堂与当时的英资汇丰银行（香港上海汇丰银行）关系甚为紧密。

## 管理
圣三一座堂由捐助金额达15两以上者组成「认捐者团体」，对座堂的财务进行监督，从中推选享有选举权的教会理事和教区委员。

## 社会活动
圣三一座堂在社会活动方面甚为活跃，不仅开办学校，经常举行各种社会公共性质的救济募捐活动、娱乐联谊活动、体育健身活动、演讲会以及各类讲座，以增强教友之间的团契精神与凝聚力。

## 资料
圣三一座堂留下了许多历史照片。此外，还有清末画家吴友如的绘画作品《红礼拜堂》，以及一首词《调寄菩萨蛮》：“红墙隐隐云中见，琉璃作栋金为殿，生伯断人肠，鲸钟历乱撞。风吹花片片，绣院盈芳甸，礼拜是今朝，纷然各见招。”

## 其他
圣三一座堂目前在装修接近完毕，原至圣所处三块大型彩绘玻璃按英式教堂的传统风格修复，并在主礼圣品座椅旁面对会众处安防了由英国运来的一个古老的鹰形读经架。

## 保护
1989年，座堂被上海市人民政府以圣三一基督教堂为名列为上海市文物保护单位、近代优秀建筑。